# Zastava Florida
O Yugo Florida, também conhecido como Zastava Florida, Yugo Sana ou Yugo Miami, é um hatchback de cinco portas que foi lançado pela montadora iugoslava Zastava em 19 de fevereiro de 1987 e permaneceu em produção até 2008. O Florida foi projetado por Giorgetto Giugiaro, e um grupo de engenheiros da Zastava na Italdesign. Ele tem semelhanças de design com o altamente influente design do Fiat Uno de Giugiaro, e também com seu design para o SEAT Ibiza Mk 1. O estilo dos detalhes é semelhante ao design do Renault 21.
O Florida foi o automóvel mais avançado e de engenharia independente produzido pela Zastava antes de parar de produzir automóveis civis em 2008.
Foi vendido no Reino Unido de 1988 a 1992, com a designação Yugo Sana e disponível com motor a gasolina de 1.400 cc e também diesel de 1.700 cc, ambos compartilhados com o Fiat Tipo e fornecidos sob licença da Fiat. Acabou sendo retirado da venda, devido à saída de seu distribuidor, Zastava Cars (GB) Ltd of Reading, em consequência das Guerras Iugoslavas e das sanções econômicas.
Em 2001, muitos anos após sua estreia na Europa, o Florida com o emblema da Nasr entrou em produção no distrito de Helwan, no Cairo, Egito, pela Nasr. O Florida da Nasr é quase exatamente igual ao Florida da Zastava, exceto com uma grade modificada.

## História

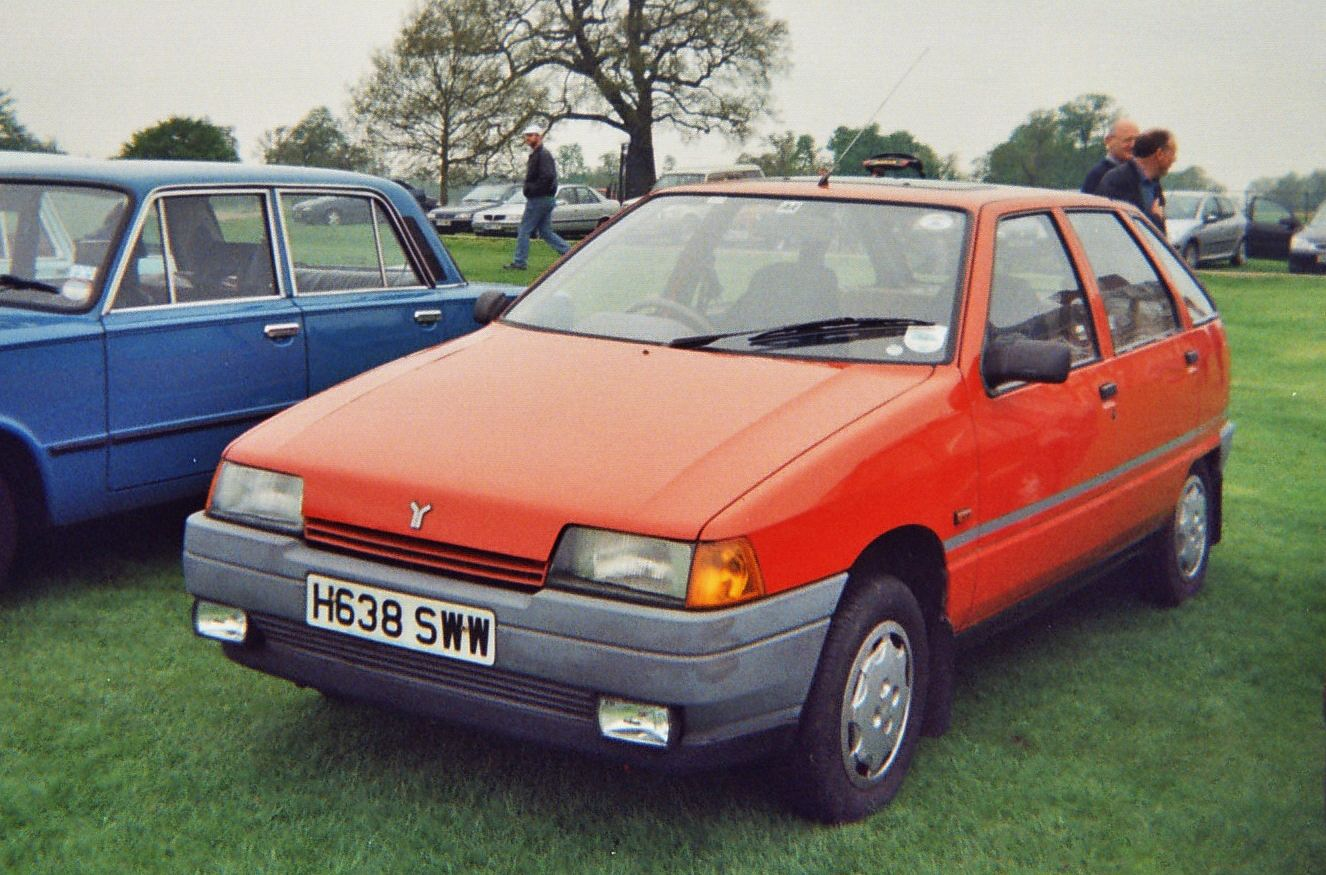
Yugo Sana 1990

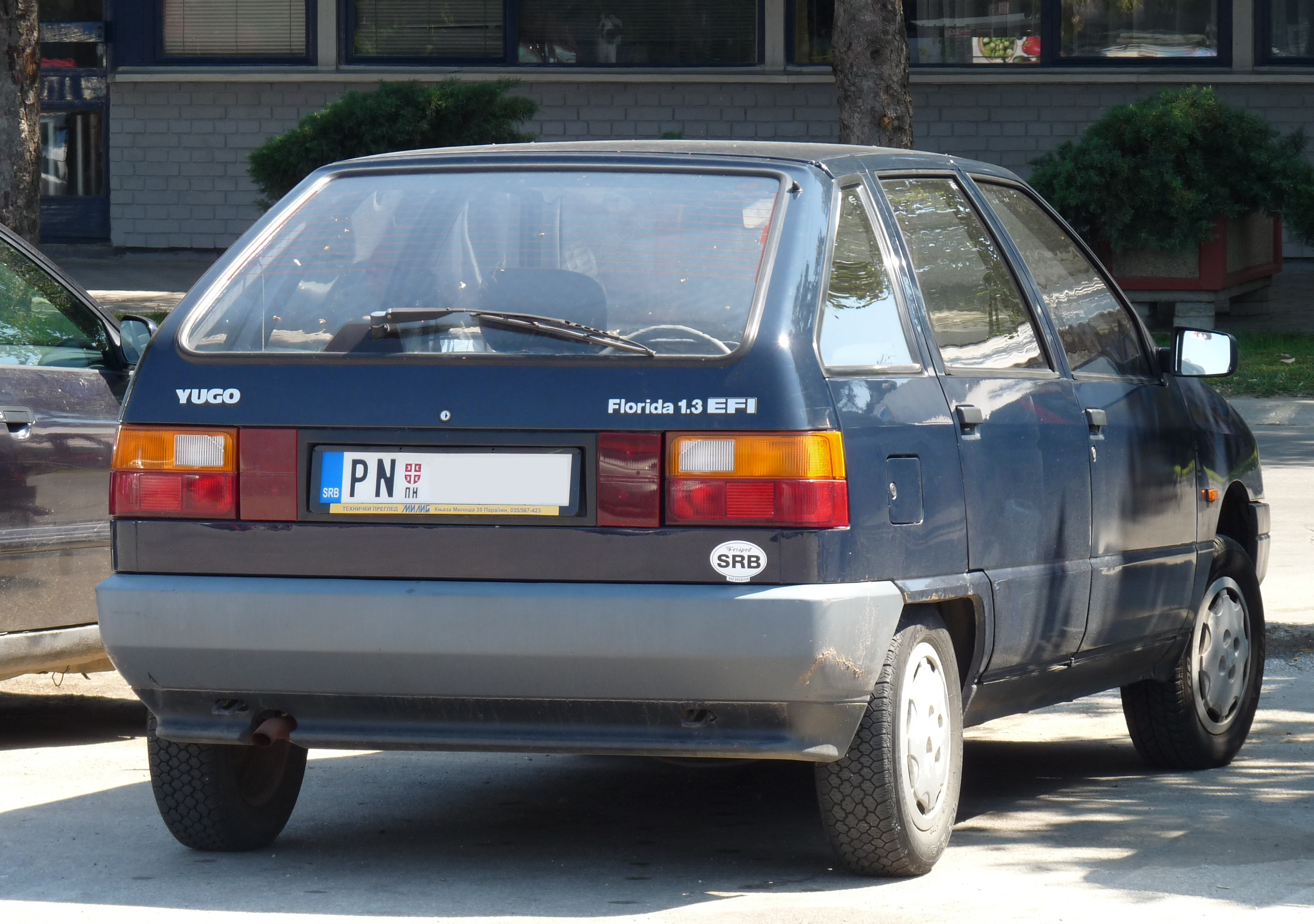
Yugo Florida 1.3 EFI (traseira)

O Zastava Florida foi desenvolvido como Zastava 103 e foi oficialmente colocado à venda em 2 de outubro de 1988. O modelo recebeu o nome de "Florida" para comemorar o sucesso do Yugo (Zastava Koral) nos Estados Unidos. Durante sua vida, o Florida enfrentou a concorrência do Dacia Solenza, de produção romena, da Renault, e de seu sucessor, Dacia Logan, e do Lada 112 russo, no mercado de hatchbacks familiares de segmento C com boa relação custo-benefício.
As suas principais vantagens eram a versatilidade, a alta tecnologia em comparação com outros Zastava e o preço, nunca ultrapassando os 7.000 euros para modelos topo de gama. Em 2000, foi revelado um modelo atualizado do Zastava Florida, originalmente chamado de Florida 103FL.
No Salão do Automóvel de Belgrado de 2001, ele foi exibido com o nome de acabamento "In" adicionado, para ser chamado de "Zastava Florida In", e foi assim que foi comercializado desde então. O Florida In L era o acabamento topo de linha e oferecia ar condicionado e rádio. A faixa de preço estava entre 5.000 e 7.000 euros.
Foi o carro mais caro da Zastava, antes da introdução do Zastava 10 no Salão Automóvel de Belgrado de 2006. Também estava disponível em formato de picape flatbed, furgão e ambulância. Após o breve desentendimento de Zastava com a Fiat, os motores Peugeot Série TU de 1,1 e 1,6 litros foram instalados, a partir de setembro de 2002.
Zastava anunciou um Florida com motor diesel em janeiro de 2007, um modelo prometido desde antes do lançamento original, usando o motor HDi 1,4 litros de 68 cv da Peugeot.[carece de fontes?] No final, apenas 18 destes carros foram construídos. Em novembro de 2008, o último Zastava Florida foi produzido na fábrica de Kragujevac.

## Galeria

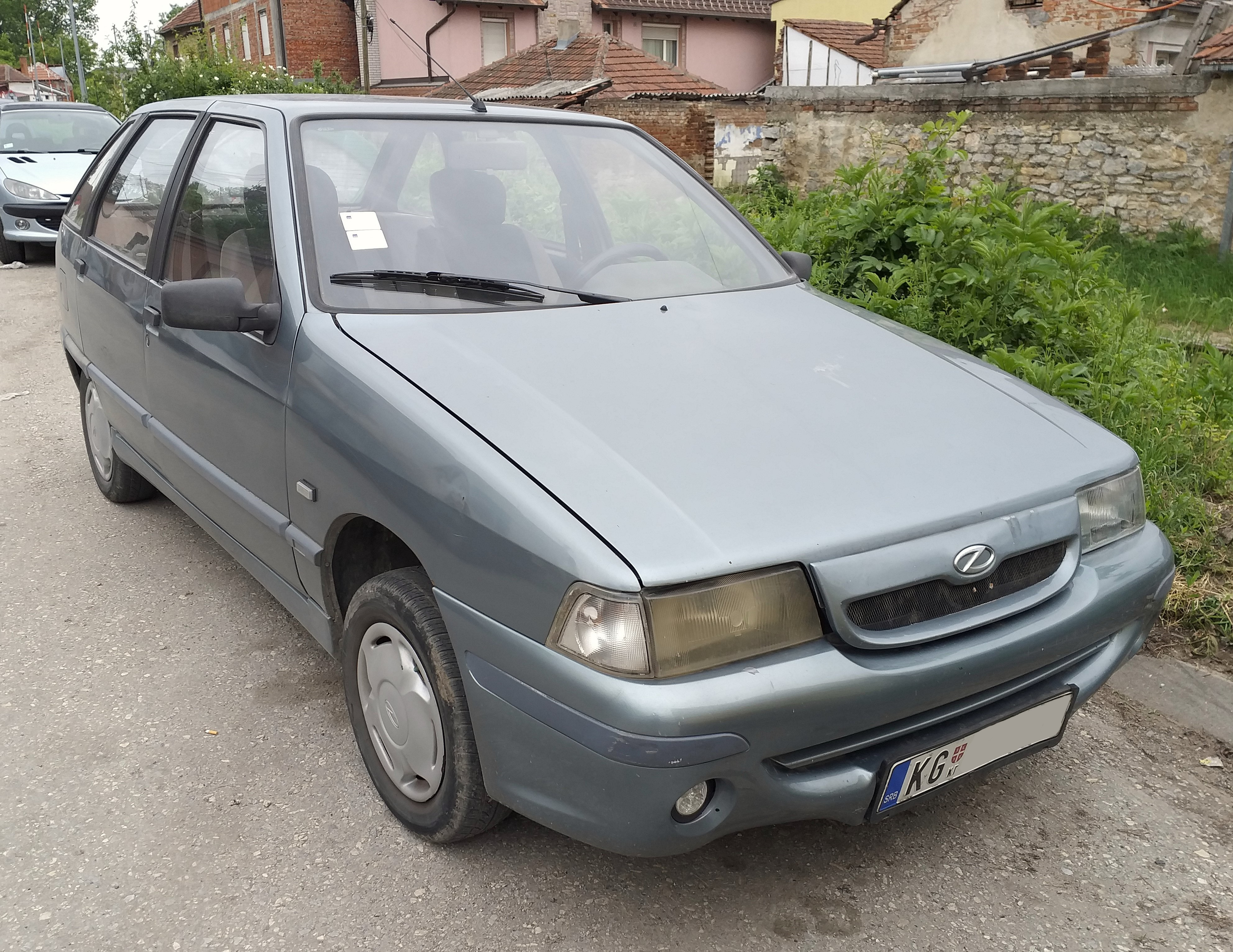
Zastava Florida (pós-facelift)
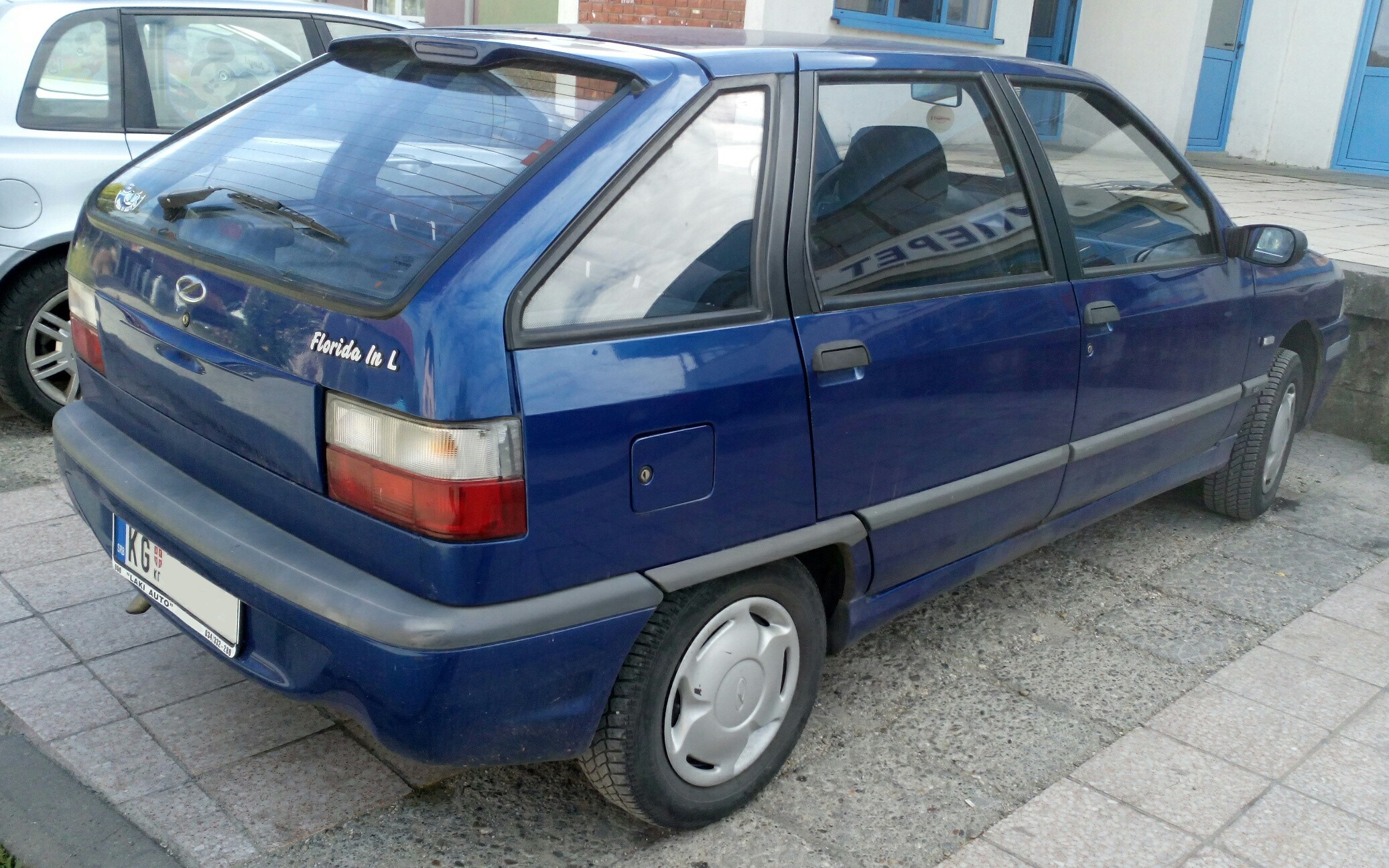
Zastava Florida (traseira pós-facelift)
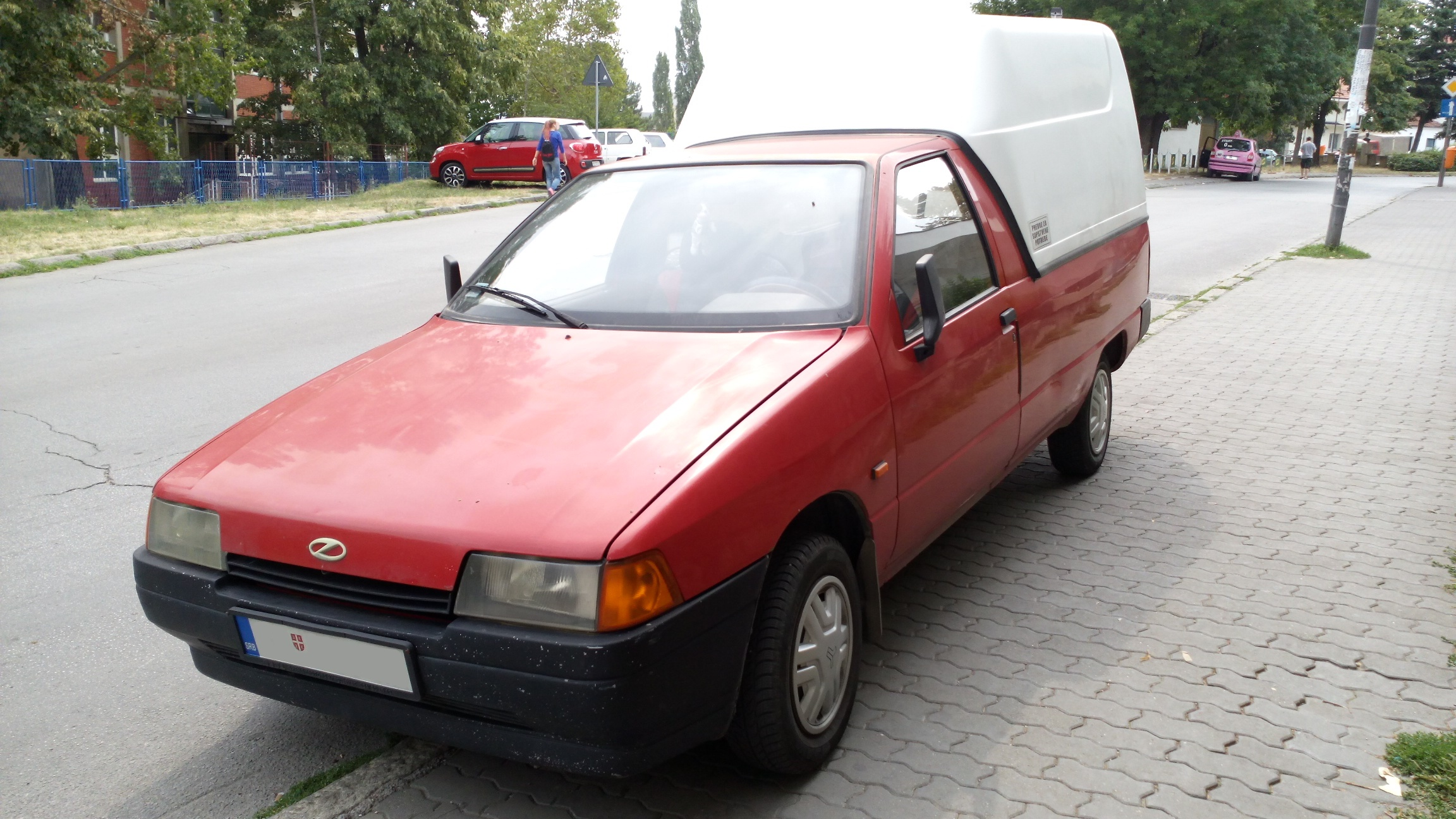
Zastava Florida (picape)
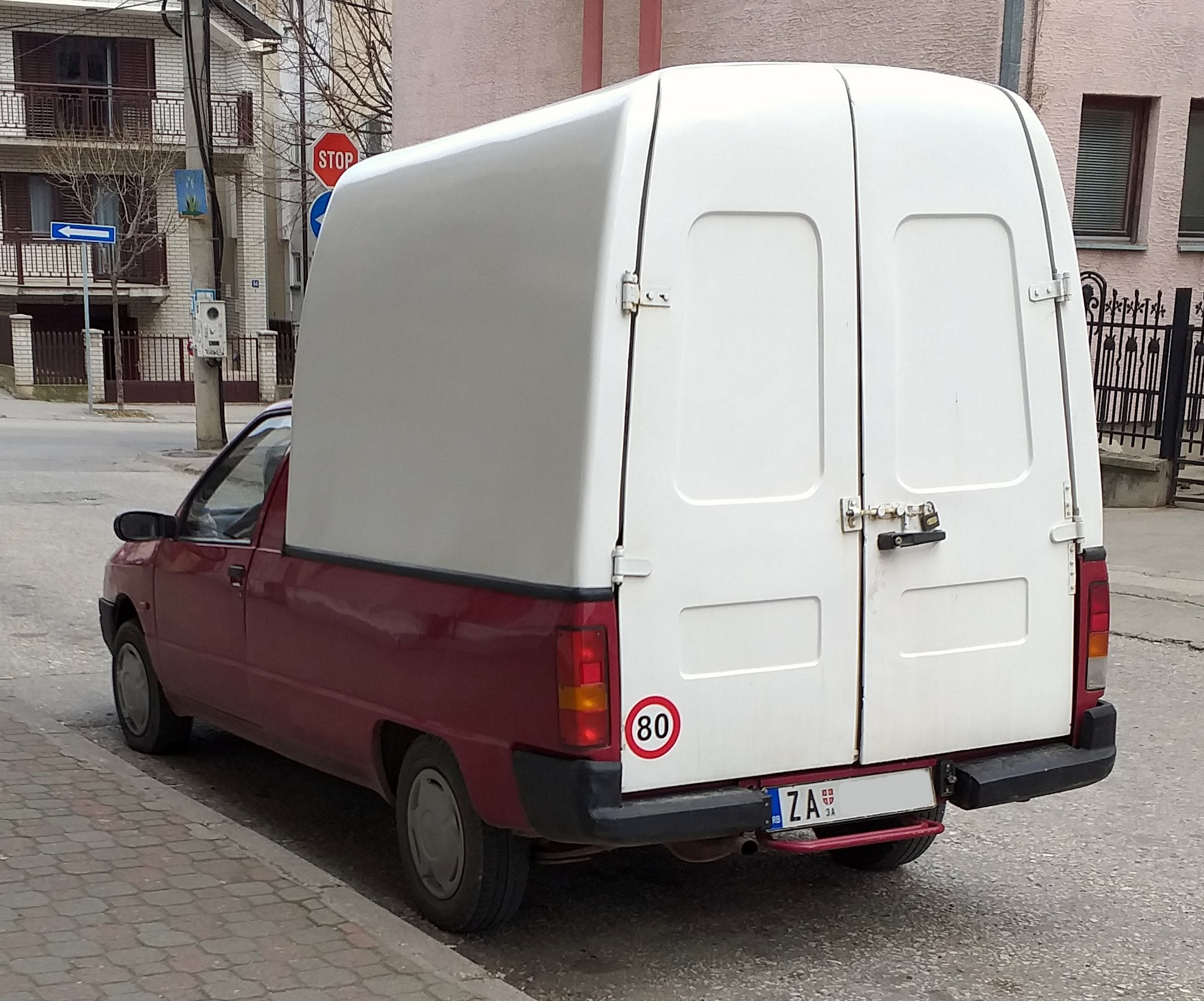
Zastava Florida Pick Up (traseira)